# Soure (Pará)
Soure é um município brasileiro localizado na zona fisiográfica da Ilha de Marajó, no estado do Pará, na Região norte do Brasil, a uma latitude 00º43'00" sul e a uma longitude 48º31'24" oeste, estando a uma altitude de 10 metros. Sua população estimada em 2016 era de 24.488 habitantes, segundo o IBGE. Foi fundada em 20 de janeiro de 1847 por Francisco Xavier de Mendonça Furtado e, está localizada a 80 km da capital paraense Belém.

## Etimologia
O topônimo tem origem na localidade portuguesa de Soure, uma vila e município do distrito de Coimbra, que no tempo dos romanos se chamou Saurium (em latim: "lagarto").

## História
O atual município de Soure, primitivamente era uma aldeia dos índios Muruanazes, onde na época colonial do Brasil residiram alguns missionários.
No século XVIII, se constituía na freguesia de Menino Deus. Em 1757, ao estado do Pará o então governador, Francisco Xavier de Mendonça Furtado, objetivando criar municípios no interior da Amazônia, assim elevando localidade à categoria de Vila com a denominação de Soure, dando-lhe assim, autonomia municipal.
Em 1833 a vila foi extinta, sendo re-criada em 1847. Entretanto, o seu território permaneceu anexado ao do município de Monsaraz até 1859, quando houve a instalação do município de Soure. Após a proclamação da República (1890), foi criado o Conselho de Intendência Municipal, obtendo assim foros de cidade.

## Geografia
O município de Soure pertence à Região Imediata de Soure-Salvaterra (antiga Microrregião do Arari). Localiza-se a uma latitude 00º43'00" sul e a uma longitude 48º31'24" oeste, estando a uma altitude de 10 metros. Possuindo uma população estimada de 25.181 hab2018, distribuídos em uma área de 3 517,318 Km², e seus limites são:
- Ao Norte - Oceano Atlântico, rio Amazonas e o município de Chaves - começa na foz do rio Tartaruga, no rio Amazonas, segue pela Costa, envolvendo as ilhas de percurso até a foz do rio Paracauari, na Baía do Marajó.

- Ao Sul - Salvaterra - Começa na baía do Marajó, na foz do rio Paracauari, subindo por este até suas cabeceiras, desta alcança po*r uma reta o ponto meridional do lago Guajará.

- A Leste - Município de Cachoeira do Arari - começa na ponta meridional do lago Guajará, o qual contorna, deixando-o para Cachoeira do Arari, até alcançar sua ponta norte: desta vai por uma reta até a foz do igarapé Jararaca, no rio Tartaruga.

Politicamente, Soure é dividido em dois distritos: Soure (sede) e Pesqueiro. O distrito-sede é dividido em oito bairros: centro (que é o principal bairro da cidade), São Pedro, Matinha, Umirizal, Pacoval, Bairro Novo, Tucumanduba e Macaxeira. O distrito de Pesqueiro, por sua vez, abriga a Vila e Praia de mesmo nome, Comunidade do Pedral, Céu, Caju-Una, e por várias fazendas. Até o ano de 1901, a cidade de Salvaterra era parte da cidade de Soure, formando assim o Distrito de Salvaterra. Mais tarde, o distrito foi desmembrado e se tornou independente, deixando de pertencer a Soure.
O município dispõe de uma importante área de preservação inserida na Reserva Extrativista Marinha de Soure.

### Clima
Soure possui um clima tropical de monção (Am, de acordo com a classificação climática de Köppen-Geiger). O clima predominante em Soure é o quente e úmido, por estar próximo ao Oceano Atlântico e ao nível do mar. Tem estabilidade no tempo, embora de janeiro a maio tenha um período de chuvas abundantes. Esse período ocorre devido às massas de ar equatoriais atlântica e continental, ambas quentes, ao receberem a dominância da massa polar atlântica, que é fria.
Segundo dados do Instituto Nacional de Meteorologia (INMET), desde 1961 a menor temperatura registrada em Soure foi de 17,8 °C em 30 de abril de 2016, e a maior atingiu 35 °C em 15 de dezembro de 1976. O maior acumulado de precipitação foi de 256,6 milímetros (mm) em 16 de março de 2009. Outros acumulados iguais ou superiores aos 200 mm foram: 235,3 mm em 2 de fevereiro de 1966, 212,3 mm em 1° de abril de 1995, 207,1 mm em 23 de março de 1990, 206 mm em 5 de março de 1975 e 201 mm em 10 de abril de 1995. O mês de maior precipitação foi abril de 1995, com 1 185,5 mm.
| Dados climatológicos para Soure                                                                                               | Dados climatológicos para Soure | Dados climatológicos para Soure | Dados climatológicos para Soure | Dados climatológicos para Soure | Dados climatológicos para Soure | Dados climatológicos para Soure | Dados climatológicos para Soure | Dados climatológicos para Soure | Dados climatológicos para Soure | Dados climatológicos para Soure | Dados climatológicos para Soure | Dados climatológicos para Soure | Dados climatológicos para Soure |
| Mês | Jan                             | Fev                             | Mar                             | Abr                             | Mai                             | Jun                             | Jul                             | Ago                             | Set                             | Out                             | Nov                             | Dez                             | Ano                             |
| --- | ------------------------------- | ------------------------------- | ------------------------------- | ------------------------------- | ------------------------------- | ------------------------------- | ------------------------------- | ------------------------------- | ------------------------------- | ------------------------------- | ------------------------------- | ------------------------------- | ------------------------------- |
| Temperatura máxima recorde (°C)                                                                                               | 33,4                            | 33,1                            | 34,3                            | 33,4                            | 34,1                            | 34,6                            | 33,9                            | 33,5                            | 34,2                            | 33,6                            | 33,8                            | 35                              | 35                              |
| Temperatura máxima média (°C)                                                                                                 | 30,3                            | 29,9                            | 29,9                            | 30,3                            | 31                              | 31,4                            | 31,3                            | 31,3                            | 31,6                            | 31,9                            | 32                              | 31,5                            | 31                              |
| Temperatura média compensada (°C)                                                                                             | 27                              | 26,6                            | 26,5                            | 26,8                            | 27,3                            | 27,5                            | 27,5                            | 27,9                            | 28,3                            | 28,5                            | 28,6                            | 28,1                            | 27,6                            |
| Temperatura mínima média (°C)                                                                                                 | 24,3                            | 23,9                            | 23,9                            | 24                              | 24,4                            | 24,5                            | 24,5                            | 25                              | 25,6                            | 25,8                            | 25,9                            | 25,5                            | 24,8                            |
| Temperatura mínima recorde (°C)                                                                                               | 19,8                            | 19,2                            | 19,2                            | 17,8                            | 20,4                            | 19,7                            | 19,9                            | 18,9                            | 21,4                            | 21,4                            | 20,4                            | 20                              | 17,8                            |
| Precipitação (mm) | 456,8                           | 537,6                           | 647,2                           | 516,5                           | 319,3                           | 185,8                           | 138,6                           | 79,3                            | 15,9                            | 14,6                            | 28,5                            | 150,5                           | 3 135,6                         |
| Dias com precipitação (≥ 1 mm)                                                                                                | 19                              | 22                              | 25                              | 24                              | 20                              | 16                              | 14                              | 8                               | 2                               | 2                               | 2                               | 7                               | 161                             |
| Umidade relativa compensada (%)                                                                                               | 83,9                            | 86,8                            | 87,4                            | 87,5                            | 84,9                            | 81,8                            | 80,4                            | 78                              | 74,9                            | 73,9                            | 74,5                            | 77,9                            | 81                              |
| Insolação (h) | 143,3                           | 98,2                            | 93,3                            | 107,4                           | 163,2                           | 222,4                           | 255,2                           | 277                             | 269                             | 273,7                           | 252,5                           | 219                             | 2 374,2                         |
| Fonte: Instituto Nacional de Meteorologia (INMET) (normal climatológica de 1981-2010; recordes de temperatura: 1961-presente) |                                 |                                 |                                 |                                 |                                 |                                 |                                 |                                 |                                 |                                 |                                 |                                 |                                 |

## Organização Político-Administrativa
O Município de Soure possui uma estrutura político-administrativa composta pelo Poder Executivo, chefiado por um Prefeito eleito por sufrágio universal, o qual é auxiliado diretamente por secretários municipais nomeados por ele, e pelo Poder Legislativo, institucionalizado pela Câmara Municipal de Soure, órgão colegiado de representação dos munícipes que é composto por vereadores também eleitos por sufrágio universal.